# Mcara
Mcara (abchazsky Мҵара, gruzínsky მწარა – Mcara) je vesnice v Abcházii, v okrese Gudauta. Leží přibližně 13 km severovýchodně od okresního města Gudauty a nezasahuje k pobřeží Černého moře. Obec sousedí na západě s Aacy, na východě s Anchvou a na jihu se Ckvarou. Na severu a severovýchodě od obce se rozkládá těžko prostupný Bzybský hřbet.
Oficiálním názvem obce je Vesnický okrsek Mcara (rusky Мцарская сельская администрация, abchazsky Мҵара ақыҭа ахадара). Za časů Sovětského svazu se okrsek jmenoval Mcarský selsovět (Мцарский сельсовет).

## Části obce
Součástí Mcary jsou následující části:
- Mcara (Мҵара) – Horní Mcara, Dolní Mcara*
- Adzysta (Адзусҭа / Еҵәышҭа)
- Apčalar / Ačpalar / Ačphalra (Аԥчалар / Ачԥалар / Ачԥҳалра)
- Lašpsa / Lašpsard (Лашԥса / Лашԥсард)
- Maidros-Jajla / Trypšaa Ruassarta (Маидрос-иаила / Ҭрыԥшьаа Руассарҭа)
- Msarka (Мсарка)
- Čyrjuta (Ҷырҩҭа)

Pozn.: Mcara se tradičně rozděluje na Horní a Dolní Mcaru. Horní Mcara se nachází blíže k Bzybskému hřbetu, zatímco Dolní Mcara leží blíže k pobřeží, hned vedle Aacy.

## Historie
Mcara byla ve druhé polovině 19. století zasažena mahadžirstvem podobně jako ostatní obce v okolí, avšak v Mcaře daleko více než jinde. Celá zdejší abchazská populace byla nucena se vystěhovat do Osmanské říše a území obce bylo několik let zcela liduprázdné. Většina vyhnaných Abchazů se usadila v západním Turecku v provincii Düzce do Merkezského okresu. Založili zde obec Mcara, která se však turecky oficiálně nazývá Güven.
Až v roce 1879 se do Mcary přistěhovali první arménští osadníci z osmanské provincie Samsun (provincie) a o dva roky později byla obec oficiálně znovu založena. Mcara se tak stala první čistě arménskou obcí v Abcházii. V roce 2004 se zde konala slavnost 125. výročí obce.
Ve druhé polovině 20. století se do Horní Mcary přistěhovali i navrátivší Pontští Řekové, kteří byli dříve během stalinských represí násilně z Abcházie vystěhováni.

## Obyvatelstvo
Dle nejnovějšího sčítání lidu z roku 2011 je počet obyvatel této obce 383 a jejich složení následovné:
- 337 Arménů (88,0 %)
- 29 Abchazů (7,6 %)
- 15 Rusů (3,9 %)
- 2 Pontští Řekové (0,5 %)

Před válkou v Abcházii žilo v obci bez přičleněných vesniček 398 obyvatel. V celém Mcarském selsovětu žilo 1273 obyvatel.